# Bernardus Johannes Blommers
Bernardus Johannes (Bernard) Blommers (n. 30 ianuarie 1845, Haga, Olanda de Sud, Țările de Jos – d. 15 decembrie 1914, Haga, Olanda de Sud, Țările de Jos) a fost un pictor și gravor neerlandez al Școlii de la Haga.
A învățat litografia la începutul carierei sale, apoi a studiat la Academia de la Haga sub îndrumarea lui Johan Philip Koelman până în anul 1868. Picturile lui de la începutul carierei au fost, în cea mai mare parte, lucrări de gen care descriu pescarii și soțiile lor, fiind puternic influențat de Jozef Israëls. Lucrările ulterioare (începând cu aproximativ anul 1890) sunt mai puțin vopsite, deși scenele maritime și de gen rămân subiectul principal. Opera sa a avut succes în timpul vieții, fiind căutată de colecționari englezi, scoțieni și americani. Blommers a fost, de asemenea, activ ca profesor; printre elevii săi a fost pictorița americană Caroline van Hook Bean, care a devenit nora sa în 1913.

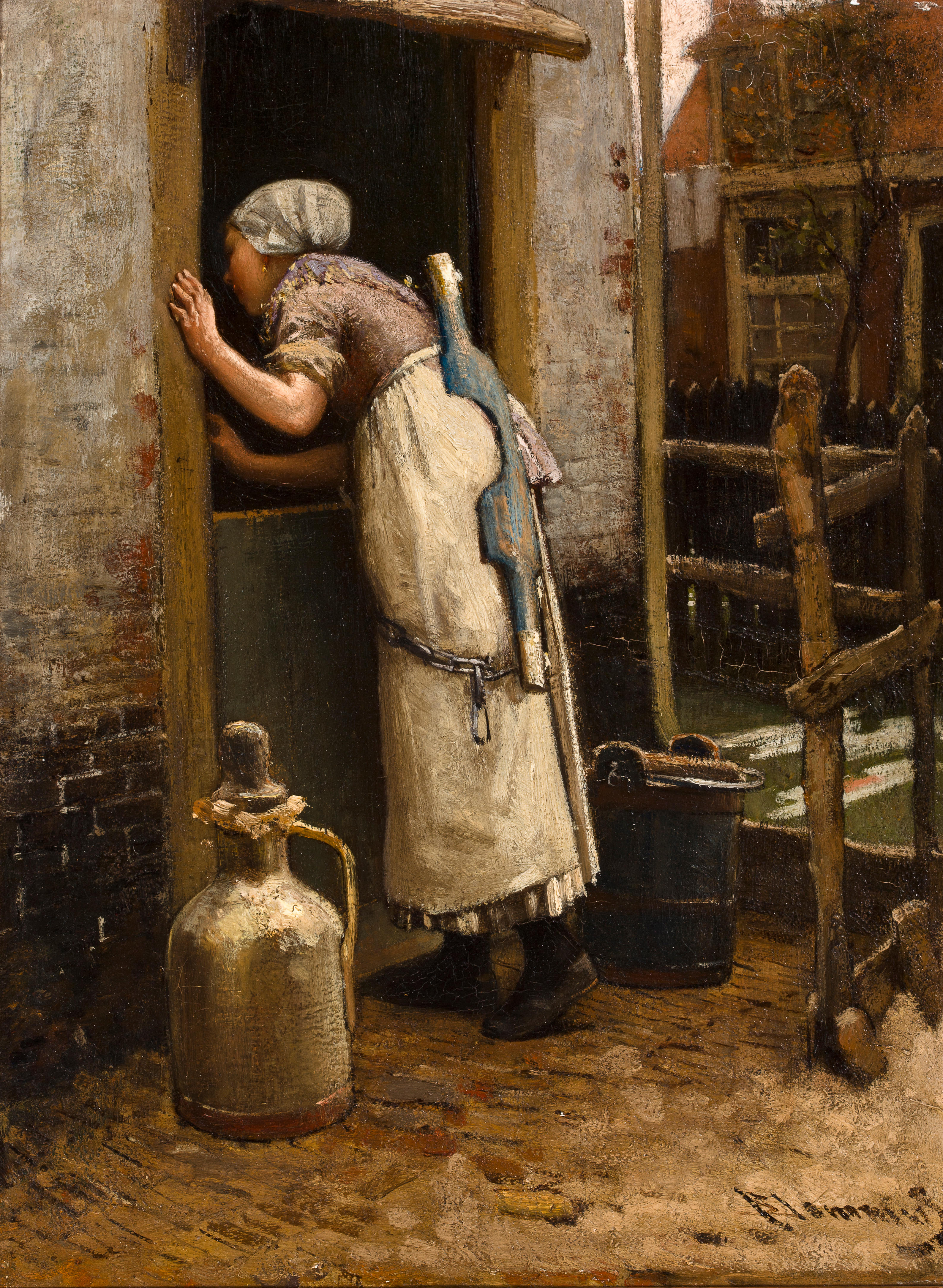
Ajutorul de lăptar, 1914
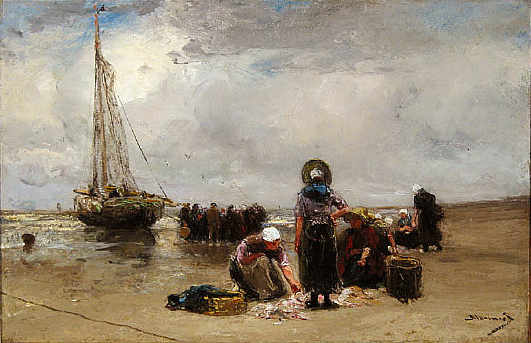
Litoral, dată necunoscută